# George Woods (athlétisme)
Pour les articles homonymes, voir Woods et George Austin Woods.
George Woods né le 11 février 1943 à Portageville et mort le 30 août 2022, est un ancien athlète américain spécialiste du lancer du poids.
Il a participé à trois Jeux olympiques d'été. Par deux fois, il y fut médaillé d'argent, étant battu par son compatriote Randy Matson en 1968 et par un presque inconnu en 1972 Wladyslaw Komar qui battait le record olympique en 21,18 m à son premier essai et n'approcha plus cette distance par la suite du concours. Woods atteignit 21,17 m à son quatrième essai, mais n'arriva pas à devancer Komar lors de ses deux dernières tentatives.
Le tableau ci-dessous montre la comparaison de leurs lancers. 
| Komar | 21.18 | nul   | 20.55 | 20.74 | 20.80 | nul   |
| Woods | 20.55 | 20.17 | 20.71 | 21.17 | 20.88 | 21.05 |

Pour ses derniers jeux, Woods se classait septième à Montréal.

## Palmarès

### Jeux olympiques
- Jeux olympiques d'été de 1968 à Mexico ( Mexique)
  -  Médaille d'argent au lancer du poids
- Jeux olympiques d'été de 1972 à Munich ( Allemagne de l'Ouest)
  -  Médaille d'argent au lancer du poids
- Jeux olympiques d'été de 1976 à Montréal ( Canada)
  - 7e au lancer du poids